# Протопопов, Александр Павлович
Александр Павлович Протопопов (1849—1909) — генерал от инфантерии русской императорской армии, член Совета государственной обороны.

## Биография
Родился 3 (15) июля 1849 года. 26 августа 1866 года был зачислен в Александровское военное училище, из которого выпущен 20 июля 1869 года подпоручиком в 1-й Кавказский сапёрный батальон. Затем служил во 2-м Кавказском сапёрном батальоне, 14 июля 1872 года произведён в поручики.
Далее он учился в Николаевском инженерном училище и Николаевской академии Генерального штаба, которую окончил в 1876 году по 1-му разряду и был произведён 1 апреля в штабс-капитаны. В начале 1877 года Протопопов был зачислен по Генеральному штабу и 19 марта 1877 года назначен старшим адъютантом штаба 1-й гвардейской пехотной дивизии, с которой выступил на Дунайский театр войны с Турцией.
За отличия был 10 ноября 1877 года произведён в капитаны Генерального штаба и 27 февраля 1878 года награждён орденом Св. Георгия 4-й степени
В воздаяние за отличное исполнение подготовительных работ по переходу через Балканы, за рекогносцировку пути из Этрополя в Златицкую долину и за содействие к спасению отряда, во время сильной мятели 16 и 17 Декабря 1877 года, при переходе чрез Балканы.
Также за эту кампанию Протопопов получил ордена Св. Анны 3-й степени с мечами и бантом (в 1878 году) и Св. Владимира 4-й степени с мечами (в 1880 году).
24 февраля 1881 года Протопопов был назначен военным агентом в Афинах и находился на этой должности до 16 марта 1888 года, когда получил назначение на должность начальника Одесского пехотного юнкерского училища; 12 апреля 1881 года был произведён в подполковники, 8 апреля 1884 года — в полковники.
С 26 июля 1891 года получил в командование 12-й стрелковый полк, а 18 января 1893 года был назначен помощником начальника штаба Одесского военного округа и 30 августа 1894 года произведён в генерал-майоры.
С 4 февраля 1898 года был начальником штаба Одесского военного округа, 6 декабря 1900 года произведён в генерал-лейтенанты. С 29 января 1904 года был помощником командующего Одесским военным округом.
22 декабря 1905 года Протопопов был освобождён от занимаемых должностей и состоял по Военному министерству без должности. С 10 января 1907 года он являлся постоянным членом Совета государственной обороны и председателем Главного крепостного комитета. 6 декабря того же года произведён в генералы от инфантерии.
Скончался 13 (26) октября 1909 года.
А. Ф. Редигер в своих «Воспоминаниях» в целом некомплиментарно отзывается о Протопопове: 

«Протопопова (Александра Павловича) я уже несколько знал по Академии, он был человек способный, но удивительно грязный, физически и в разговоре. Я ему не симпатизировал и ближе его не знал. … Он был человек умный и ловкий и в Совете обороны оказался полезным и работоспособным, поэтому я в 1907 году назначил его председателем Главного крепостного комитета, где он однако не успел принести большой пользы, так как все начинания Комитета торозились Палицыным и его представителями».

Тот же Редигер говорит что Протопопов был весьма близок к великому князю Николаю Николаевичу Младшему.

## Награды
Среди прочих наград Протопопов имел ордена:
- Орден Святой Анны 3-й степени с мечами и бантом (1878 год)
- Орден Святого Георгия 4-й степени (1878 год)
- Орден Святого Владимира 4-й степени с мечами и бантом (1880 год)
- Орден Святого Станислава 2-й степени (1883 год)
- Орден Святой Анны 2-й степени (1887 год)
- Орден Святого Владимира 3-й степени (1890 год)
- Орден Святого Станислава 1-й степени (1895 год)
- Орден Святой Анны 1-й степени (1899 год)
- Орден Святого Владимира 2-й степени (1903 год)
- Орден Белого орла (1905 год)